# Lee Roy Murphy
Lee Roy Murphy (* 16. Juli 1958 in Chicago, USA) ist ein ehemaliger US-amerikanischer Boxer und IBF-Weltmeister im Cruisergewicht.

## Amateur
Murphy gewann im Jahre 1979 mit einem Finalsieg über Alvino Manson die Golden Gloves im Halbschwergewicht. Durch diesen Gewinn hätte er im darauffolgenden Jahr an den Olympischen Spielen in Moskau teilnehmen dürfen. Da jedoch die USA boykottierten, durfte Murphy nicht teilnehmen.
Seine Bilanz war 157 zu 17.

## Profikarriere
Er gewann seine ersten 20 Kämpfe, die meisten davon vorzeitig. In seinem 21. Kampf, im Jahr 1984, boxte er gegen Marvin Camel um den IBF-Weltmeistergürtel und schlug ihn in einem auf 15 Runden angesetzten Fight in der 14. Runde durch Aufgabe. Diesen Titel verteidigte er noch im selben Jahr gegen Eddie Taylor und im Jahr darauf gegen Chisanda Mutti. 
Am 19. April 1986 verteidigte er den Titel gegen Dorcy Gaymon und verlor ihn im Oktober desselben Jahres an Rickey Parkey durch technischen Knockout in Runde 10. Des Weiteren verlor er 1987 gegen Dwight Qawi und schlug 1989 Alfonso Ratliff.
1998 fand sein letzter Kampf statt, den er nach Punkten über sechs Runden gewann.